# Pravia (Gerichtsbezirk)
Der Gerichtsbezirk Pravia ist einer der 18 Gerichtsbezirke in der autonomen Gemeinschaft Asturien.
Der Bezirk umfasst 5 Gemeinden auf einer Fläche von 319,14 km² mit dem Hauptquartier in Pravia.

## Gemeinden
| Gemeinde              | Einwohner (2024) | Fläche km² | Dichte Einw./km² | Cod INE | Postleitzahl |
| --------------------- | ---------------- | ---------- | ---------------- | ------- | ------------ |
| Candamo               | 1.899            | 71,97      | 26               | 33010   | 33828, 33829 |
| Cudillero             | 4.896            | 100,78     | 49               | 33021   | 33150        |
| Muros de Nalón        | 1.942            | 8,09       | 240              | 33039   | 33138        |
| Pravia                | 7.790            | 102,96     | 76               | 33051   | 33120        |
| Soto del Barco        | 3.807            | 35,34      | 108              | 33069   | 33126        |
| Gerichtsbezirk Pravia | 20.334           | 319,14     | 64               | –       | –            |